# Jean-Denis Fourmy
« Fourmy » redirige ici. Ne pas confondre avec Fourmi ni Fourmies.
Jean-Denis Fourmy est un homme politique français né le 4 décembre 1741 à Mortagne-au-Perche (Orne) et décédé le 15 juin 1825 au même lieu.
Homme de loi à Alençon, il est élu comme deuxième suppléant à la Convention, en 1792 et est admis à siéger immédiatement. Il vote pour la réclusion de Louis XVI. Il est réélu au Conseil des Cinq-Cents le 23 vendémiaire an IV et y siège jusqu'en l'an VI puis passe au Conseil des Anciens. Favorable au coup d'État du 18 Brumaire, il siège au Corps législatif jusqu'en 1803.

## Sources
- « Jean-Denis Fourmy », dans Adolphe Robert et Gaston Cougny, Dictionnaire des parlementaires français, Edgar Bourloton, 1889-1891 [détail de l’édition]